# Pareo (Tancítaro)
Pareo es un pueblo ubicado dentro del municipio de Tancítaro, en el estado de Michoacán, México. Es muy famoso por ser un pueblo de agricultores y su gran producción de aguacate a nivel estatal y nacional

## Geografía

### Ubicación geográfica
Pareo se ubica al oeste de la cabecera municipal a 13 km aproximadamente, en  las coordenadas 19°19′ N y 102° 27′ O. Debido a su ubicación geográfica privilegiada entre las zonas conocidas localmente como "Tierra fría" y "Tierra caliente", en Pareo se puede producir prácticamente cualquier cultivo agrícola.

### Hidrografía
Al pueblo lo atraviesan dos arroyos de temporada, los cuales llegan a crecer en ocasiones a niveles alarmantes debido a las fuertes lluvias que azotan al municipio pero que permanecen secos en tiempos de secas.
Pareo cuenta con varios manantiales en sus alrededores que mantienen el suministro de agua para la población pero , lamentablemente la distribución del vital líquido no se realiza equitativamente sobre todo por el mal trazo de las líneas de tuberías que hay por las calles del pueblo.
Debido al crecimiento constante de la producción aguacatera, es cada vez más común la construcción de "ollas" para apresar el agua de lluvias para posteriormente utilizarla durante la temporada de sequía.
Además de contar con un pan reconocido a nivel nacional al igual que su café, que además de esto cuenta con una de las fiestas patronales más importantes de la región ya que al ser preparada por casi un año (de rifas, cooperaciones y demás donaciones) resulta en una gran fiesta con duración de casi una semana.

### Orografía
El relieve es muy irregular, de este a oeste la altura desciende por lo que se podría decir que el pueblo se encuentra en una ladera. En promedio se podría decir que Pareo se encuentra a 1430 m s. n. m.
Sobresalen sobre todo dos elevaciones, una es el Cerro de "La Falseta" o Cerro de "La Pochota", el cual se encuentra al oeste y cuya cima se encuentra a 1436 m s. n. m., si se compara dicha cifra con la altitud promedio a la que se ubica Pareo, se puede ver que la cima del cerro se encuentra por debajo del nivel de gran parte de las casas de Pareo. Otra elevación importante es el "Cerro de Pareo", cuya cima se ubica en los 1800 m s. n. m., dicho cerro es un volcán extinto en cuya base se encuentra una veta de arena y grava, además, de un área recreativa llamada "La Pinera".

### Clima
Pareo se encuentra en la línea de transición entre dos zonas climáticas, la zona de clima semicálido subhúmedo con lluvias en verano y la zona  de clima cálido subhúmedo con lluvias en verano. La temperatura media anual es de 18 °C y las precipitaciones oscilan alrededor de los 900 mm anuales.

### Flora
Naturalmente dentro de los límites de Pareo se pueden encontrar especies de pino, encino, tepehuaje, cahulote y huizache principalmente, además de muchos tipos de matorrales y zacatones. Destaca entre las plantas silvestres el tinguaraque, que es un ancestro del jitomáte y el zitún, que es un primo silvestre de la zarzamora.

### Fauna
Aunque debido a la pérdida de su hábitat es cada vez más difícil encontrarlos, en Pareo es posible hallar armadillos, tlacuaches,talcoyotes,iguanas,candingos,zorros,jabalíes,cueras,calandrias, gorriones, jilgueros, primaveras, conejos,venado cola blanca,tejón solitario,tortugas de agua dulce,coyotes,linces,pumas,Yaguarundí, ocelote,boa constrictora Mexicana, Águilas,Gavilanes, víboras de cascabel, tecolotes, falsas coralillos, escorpiones, tarántulas,Arañas viuda negra, entre muchos otros tipos de animales( los bosques de pareo albergan muchas especies coloridas y gran diversidad de ecosistemas.

## Economía
La principal actividad económica es la agricultura, sobre todo el cultivo del aguacate, café y maíz. En un porcentaje mucho menor, la gente se desempeña dentro del sector de servicios cómo lo son la gastronomía típica de pareo, siendo parte importante el mencionar el pan de Pareo, muy conocido en el estado de Michoacán.

## Toponimia
El nombre de Pareo significa "Lugar de nopales" y  se deriva del idioma purépecha, específicamente de la palabra "pare" que quiere decir nopal y del afijo "o" utilizado como locativo.

## Demografía
Según el censo de población y vivienda 2020 del INEGI, en Pareo habitaban más de 2000 personas, Entre ellas el señor Pascual Guzmán.

### Educación
En Pareo hay instituciones de educación desde preescolar hasta educación media superior.
- En nivel preescolar se encuentra el Jardín de niños "Pablo Casals"
- En nivel primaria se encuentran el Colegio "Vasco de Quiroga" primera institución educativa en el pueblo, fundado en 1948 y la primaria "José María Morelos"
- En nivel secundaria se encuentra la Telesecundaria ESTV 16 104.
- En nivel medio superior se encuentra la Preparatoria "Juventud y Ciencia" incorporada a la UMSNH y el Telebachillerato No. 154.

### Religión
La religión predominante es la católica. Pareo es cabecera de parroquia, perteneciente a la Diócesis de Zamora. En pareo hay dos templos católicos, el conocido como "Templo viejo" consagrado al "Señor de la Salud" y el "Templo nuevo" consagrado a "Nuestra Señora de la Esperanza" y al "Señor del Encinito". La fiesta patronal se realiza entre los días 12 y 16 de febrero.

### Tenencia
Pareo es cabecera de una de las cuatro tenencias en las que se divide el municipio de Tancítaro, debido a esto, Pareo cuenta con un edificio Jefatura de Tenencia y con registro civil.